# USS Minneapolis-Saint Paul (SSN-708)
Za druga plovila z istim imenom glejte USS Minneapolis-Saint Paul.
USS Minneapolis-Saint Paul (SSN-708) je bila jedrska jurišna podmornica razreda los angeles.

## Zgodovina
Podmornica je bila sprejeta v aktivno službo 10. marca 1984. Sodelovala je v zalivski vojni, trenutno pa je v fazi razgradnje v programu Ship-Submarine Recycling Program, ki ga izvaja ameriška vojna mornarica za odslužene jedrske podmornice.